# Scaeurgus
Scaeurgus is een geslacht van inktvissen uit de familie van Octopodidae.

## Soorten
- Scaeurgus jumeau Norman, Hochberg & Boucher-Rodoni, 2005
- Scaeurgus nesisi Norman, Hochberg & Boucher-Rodoni, 2005
- Scaeurgus patagiatus Berry, 1913
- Scaeurgus tuber Norman, Hochberg & Boucher-Rodoni, 2005
- Scaeurgus unicirrhus (Delle Chiaje [in Férussac & d'Orbigny], 1841)